# Балдино (Ленинградская область)
Балдино — деревня в Пашском сельском поселении Волховского района Ленинградской области.

## История
Деревня Балди упоминается на карте Санкт-Петербургской губернии 1792 года А. М. Вильбрехта.
На карте Санкт-Петербургской губернии Ф. Ф. Шуберта 1834 года обозначена деревня Балдина.

БАЛДИНА — деревня принадлежит коллежскому советнику Корсакову, число жителей по ревизии: 37 м. п., 40 ж. п. (1838 год)

Деревня Балдина отмечена на карте Ф. Ф. Шуберта 1844 года.

БАЛДИНА — деревня генерал-лейтенанта Корсакова, по просёлочной дороге, число дворов — 14, число душ — 43 м. п. (1856 год)

БАЛДИНА — деревня владельческая при реке Паше, число дворов — 16, число жителей: 52 м. п., 50 ж. п. (1862 год)

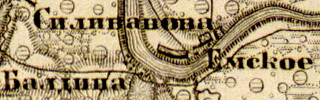
Деревня Балдино на карте 1863 года

Согласно карте из «Исторического атласа Санкт-Петербургской Губернии» 1863 года деревня называлась Балдина.
Согласно епархиальным сведениям 1899 года деревня относилась к приходу церкви Святого Иоанна Милостивого (Богоявления Господня) в селе Колголемо.
В конце XIX — начале XX века деревня административно относилась к Николаевщинской волости 3-го стана Новоладожского уезда Санкт-Петербургской губернии.
По данным «Памятной книжки Санкт-Петербургской губернии» за 1905 год деревня называлась Балдино и входила в состав Емского сельского общества.
С 1917 по 1923 год деревня Балдино входила в состав Емского сельсовета Николаевщинской волости Новоладожского уезда.
Согласно карте Петербургской губернии издания 1922 года деревня называлась Балдина.
С 1923 года в составе Пашской волости Волховского уезда.
С 1924 года в составе Рыбежского сельсовета.
С 1926 года в составе Емского сельсовета.
С 1927 года в составе Пашского района. В 1927 году население деревни Балдино составляло 139 человек.
Согласно карте Ленинградской области Северо-западного аэрогеодезического треста ГГУ издания 1932 года деревня насчитывала 16 дворов.
По данным 1933 года деревня называлась Балдино и входила в состав Николаевщинского сельсовета Пашского района Ленинградской области.

Деревня Балдино на карте 1940 года

С 1955 года в составе Николаевщинского сельсовета Новоладожского района.
В 1958 году население деревни Балдино составляло 37 человек.
С 1963 года в составе Волховского района.
По данным 1966 и 1973 годов деревня Балдино также входила в состав Николаевщинского сельсовета Волховского района.
По данным 1990 года деревня Балдино входила в состав Рыбежского сельсовета.
В 1997 году в деревне Балдино Рыбежской волости проживали 3 человека, в 2002 году — 12 человек (все русские).
В 2007 году в деревне Балдино Пашского СП — 8, в 2010 году — 5 человек.

## География
Деревня расположена в северо-восточной части района к западу автодороги 41К-021 (Паша — Часовенское — Кайвакса).
Расстояние до административного центра поселения — 17 км.
Расстояние до ближайшей железнодорожной станции Паша — 22,5 км.
Деревня находится на левом берегу реки Паша.

## Демография
| 1862 | 2002 | 2007 | 2010 | 2012 | 2017 |
| ---- | ---- | ---- | ---- | ---- | ---- |
| 102  | ↘12  | ↘8   | ↘5   | ↗7   | ↘6   |

### Национальный состав
Согласно данным Всероссийской переписи населения 2021 года в деревне проживали 7 человек, все русские.

## Достопримечательности
- Церковь Тихвинской иконы Божией Матери, деревянная, 1998 года постройки[29].